# Junga (miasto)
Junga – miejscowość w północnych Indiach w stanie Himachal Pradesh, w zachodnich Himalajach.